# کسی هست؟
«کسی هست؟» (انگلیسی: Is There Anybody Out There?) ترانه‌ای از پینک فلوید است که در آلبوم دیوار قرار دارد.
اغلب شنوندگان نمی‌دانند چه کسی بخش تکنوازیِ این ترانه (بخش گیتار کلاسیک) را نواخته است. دیوید گیلمور در چندین مصاحبه اظهار داشت که تلاش کرده بود خودش آن را بنوازد؛ اما از نتیجه نهایی راضی نبوده‌است. او می‌گوید: «من می‌تونستم این قطعه رو با مضرابِ پلاستیکی بزنم، اما قادر نبودم اونو با ناخن و انگشت‌ها، به‌خوبی بنوازم» در نتیجه «مایکل کِیمن» (رهبر ارکستر) نوازنده‌ای به‌نام «جو دی‌بلاسی» را دعوت کرد تا قطعه مورد نظر را به همراه سایر اعضا ارکستر بنوازد. لازم به ذکر است نام کوچک «جو دی‌بلاسی» در جلدِ آلبومِ دیوار، به اشتباه «ران» نوشته است؛ چرا که پس از پایان ضبط آلبوم، راجر واترز نامِ کوچکِ او را فراموش کرده بود و تنها به خاطر داشت که نامش یک کلمهٔ سه‌حرفی بود و به اشتباه آن را «ران دی‌بلاسی» بخاطر آورد. دیالوگ‌هایی که شنیده می‌شوند از سریالی به نام دود اسلحه برگرفته شده‌اند. همچنین گیلمور ادعا می‌کند باب ازرین آهنگ را نوشته است در حالی که واترز حقوق کار را دریافت کرد.

## دست‌اندرکاران
- راجر واترز - خواننده ،گیتار بیس[۵]
- دیوید گیلمور - گیتار الکتریک ،گیتار آکوستیک، پدال وا-وا[۵]
- ریچارد رایت - سینث‌سایزر[۵]

همراه با:
- باب ازرین — سینث‌سایزر، سینث‌استرینگ[۵]
- جو دی‌بلاسی — گیتار کلاسیک[۵] (تکنوازی اصلی گیتار)
- مایکل کی‌من — تنظیم استرینگ